# 2010 à Mayotte
Cet article présente les faits marquants de l'année 2010 à Mayotte.

## Évènements
- Lundi 18 janvier 2010 : Le président Nicolas Sarkozy est arrivé à l'aéroport, pour sa première étape d'un voyage de 48 heures dans l'océan indien. Mayotte est devenu en 2009, le 101e département français avec un taux de chômage de 26 % et selon les estimations, un tiers des quelque 200 000 habitants de l'archipel y vivent en situation irrégulière[1].

- Dimanche 7 mars 2010 : Le naufrage d'une embarcation de clandestins immigrés, dans la nuit de samedi à dimanche, au large de Mayotte, sur un récif, près de Kani-Keli, tout au sud de Grande Terre, cause la mort de 4 femmes et de 5 bébés, alors que 24 personnes ont survécu, mais que 10 d'entre elles sont dans un état critique et ont été hospitalisées. Poussés par la misère, les migrants, pour la plupart venus de l'île d'Anjouan, tentent régulièrement de débarquer illégalement sur l'île française, pour travailler ou s'y faire soigner. Sur les 200 000 habitants de l'île, 40 % seraient des clandestins[2].

- Mercredi 12 mai 2010 : Grève des instituteurs pour obtenir le rétablissement de l’indexation des salaires, à l’instar des autres départements d’outre-mer. Plus de 250 d'entre eux ont manifesté dans le calme dans les rues de Mamoudzou pour la cinquième fois depuis le début de l'année scolaire. Ils ont bloqué deux ronds points stratégiques, provoquant plusieurs kilomètres de bouchons. Selon l'intersyndicale, « l’indexation existait jusqu’en 1976, ça a été banni pour nous les Mahorais […] On ne demande que le rétablissement de cette indexation qui a été un certain temps accordée à tous, mais par la suite réservée qu’aux Mzungus, les expatriés métropolitains blancs, alors que la vie est chère pour tout le monde »[3].

- Mercredi 2 juin 2010 :
  - Ouverture d'une enquête à Mayotte pour « crimes contre l'humanité », dont « participation à un génocide », à l'encontre d'Octavien Ngenzi, né en 1954, ancien maire de la commune rwandaise de Kabarondo, suspecté d'avoir participé au massacre de centaines de Tutsis en 1994 et d'avoir trouvé refuge sur l'île française. La justice rwandaise le suspecte d'avoir lui-même dirigé et ordonné plusieurs massacres dans sa province de Kibungo, dont celui perpétré par les milices hutues dans l'église de Kabarondo, où près d'un millier de Tutsis ont trouvé la mort le 13 avril 2004. Faisant l'objet d'un mandat d'arrêt international lancé par Kigali en avril 2009, il avait déposé une demande d'asile, sous un faux nom, auprès de l'Office français de protection des réfugiés et apatrides (OFPRA)[4].
  - Le conseil des ministres décide de mettre un terme un droit local, concernant en particulier les unions polygames et de façon générale le droit musulman, dans ce nouveau département français où l'islam est très fortement majoritaire. Désormais s'appliquera uniquement les règles ordinaires du code civil. La réforme Girardin de 2003, avait commencé à restreindre la polygamie, mais permettait encore aux hommes nés avant le 1er janvier 1987 et aux femmes nées avant le 1er janvier 1990 de contracter de telles unions, cependant, les situations acquises ne sontpas remises en cause[5].

- Vendredi 4 juin 2010 ; Le député de Mayotte, Abdoulatifou Aly (Modem), dépose une proposition de résolution pour la création d'une commission d'enquête sur les causes du crash de l'A310 de la compagnie Yemenia, le 30 juin 2009 : On ne peut pas accepter que des Français meurent dans des conditions aussi dramatiques puisque tout le monde savait quel était l'état, déplorable, sur le plan technique, de cet avion […] un an après, on ne sait toujours pas pourquoi cet avion s'est crashé [alors que] les vols ont repris dans les mêmes conditions, aussi sombres. La part de Yemenia, « de 60 à 70 % avant le crash », a baissé au profit de Kenya Airways et Air Madagascar, mais les bas tarifs pratiqués par Yemenia continuent à attirer les passagers les moins fortunés. Le cabinet de Dominique Bussereau, secrétaire d'État aux transports, aurait affirmé que « juridiquement, il n'avait aucune possibilité de contraindre la Yemenia à améliorer ses normes de sécurité entre Sanaa et les Comores »[6].

- Mardi 17 août 2010 : L'île de Mayotte reste en partie paralysée par le mouvement de grève des salariés de Total et de la société mahoraise de stockage des produits pétroliers (SMSPP) entamé le 9 août, pour obtenir notamment l'application de la convention nationale de Total et des primes d'intéressement et de participation. La préfecture a annoncé hier soir une réquisition partielle des moyens de Total « pour assurer la continuité de la vie sociale ».

- Jeudi 28 octobre 2010 : Le naufrage d'une « kwassa-kwassa », frêle embarcation qui conduisait 30 clandestins depuis les Comores jusqu'à Mayotte, s'est produit au large de la baie de Mzouazia, a causé la mort de 2 personnes. Des milliers de Comoriens clandestins venus d'Anjouan tentent chaque année de s'installer à Mayotte, distante de seulement 70 km et les naufrages sont fréquents.